# Kiến Giang

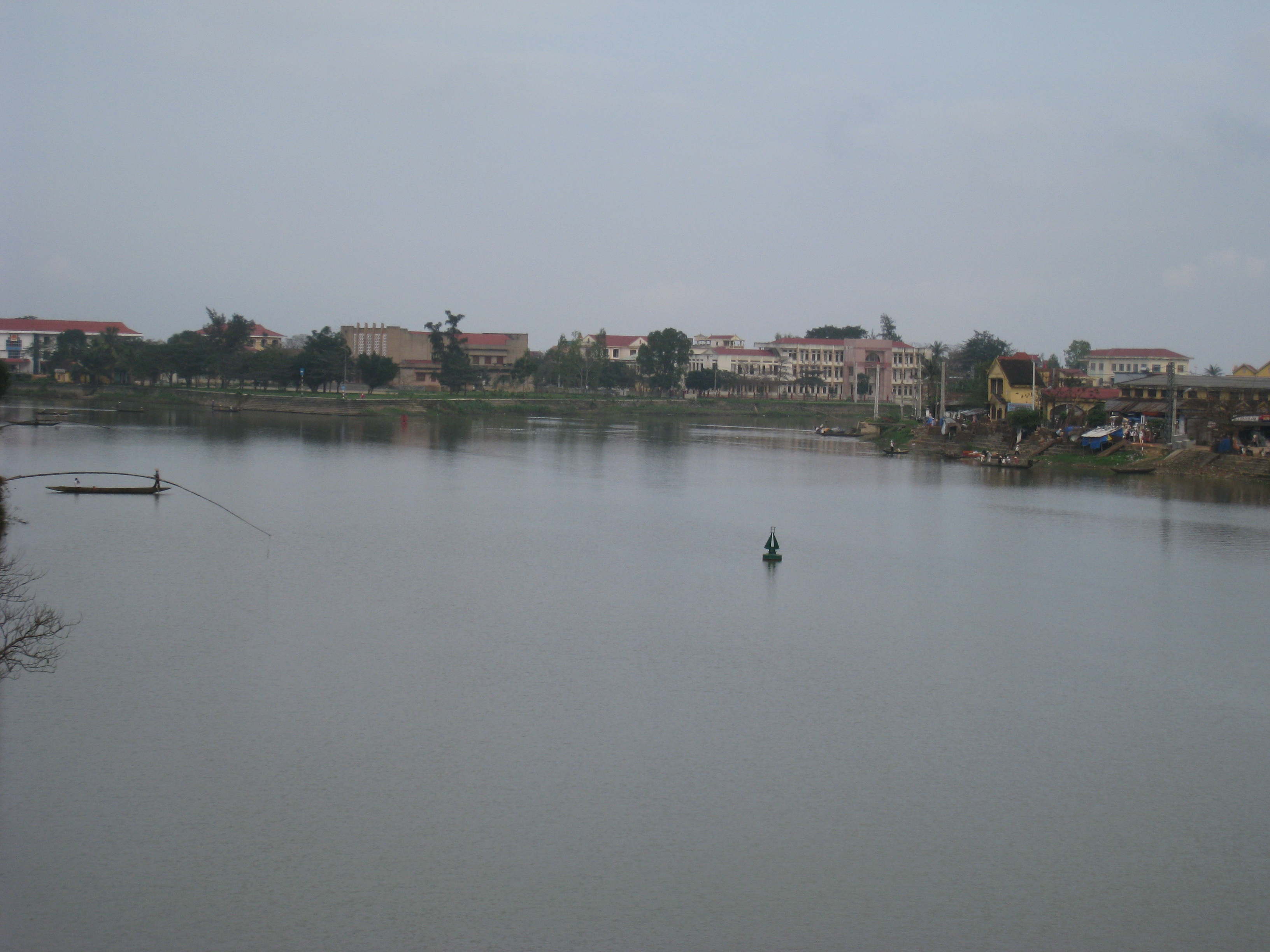
localidad de Kiến Giang.

Kiến Giang es una localidad de la provincia de Quang Binh, Bac Trung Bo, Vietnam. En el año 2007 contaba con 6.246 habitantes. Su extensión superficial es de 4,4 km² y tiene una densidad de 1419,5 hab/km². Sus coordenadas geográficas son 17° 52′ N, 106° 45′ O. Se encuentra situada a una altitud de 14 metros y a 40 kilómetros de la capital de provincia, Dong Hoi.